# Liste de courses

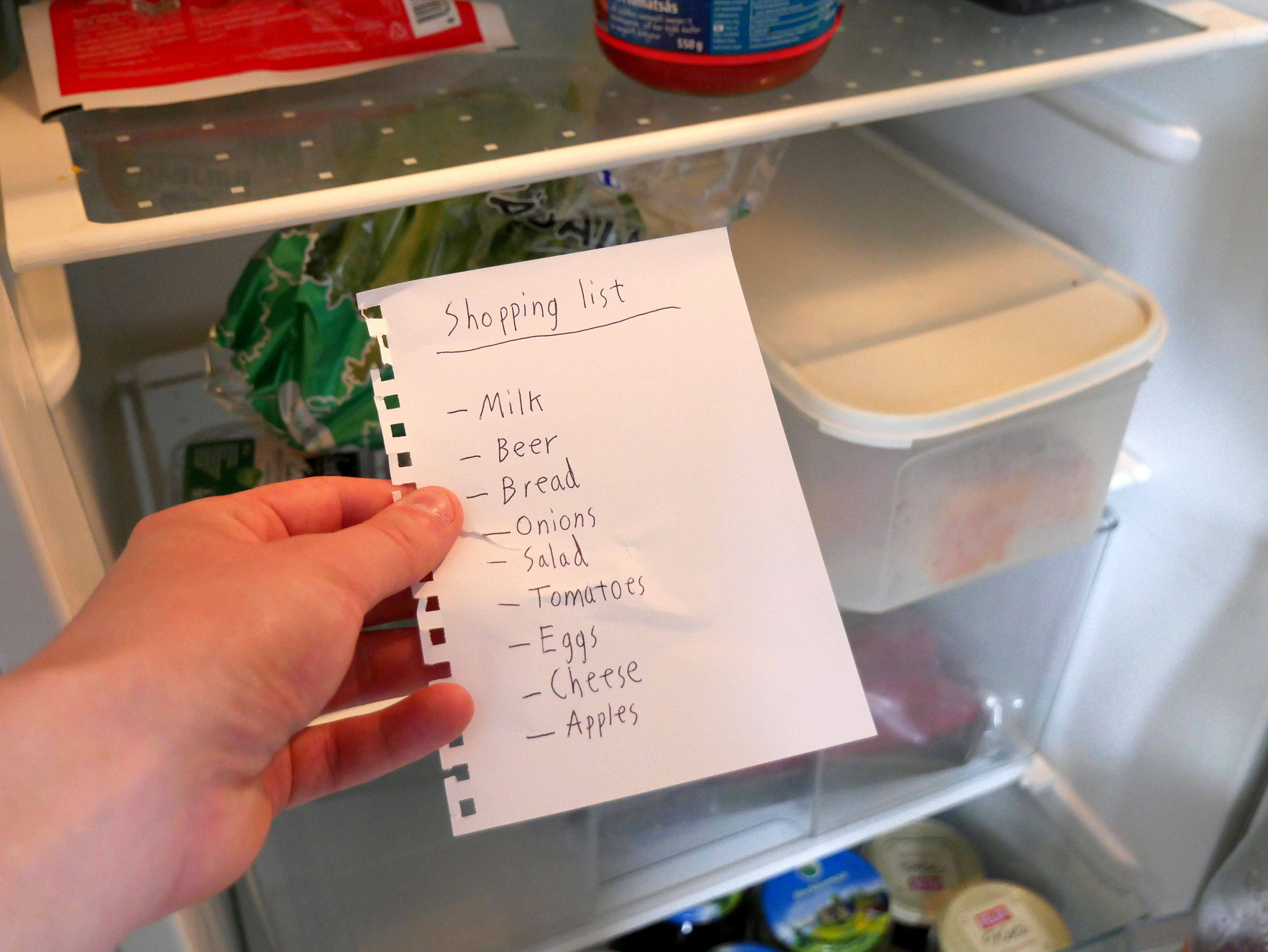
Une liste de courses écrite en anglais avec un stylo sur du papier.

Une liste de courses est une liste d'articles devant être achetés à l'avenir, servant notamment de pense-bête ou d'aide à l'achat. 

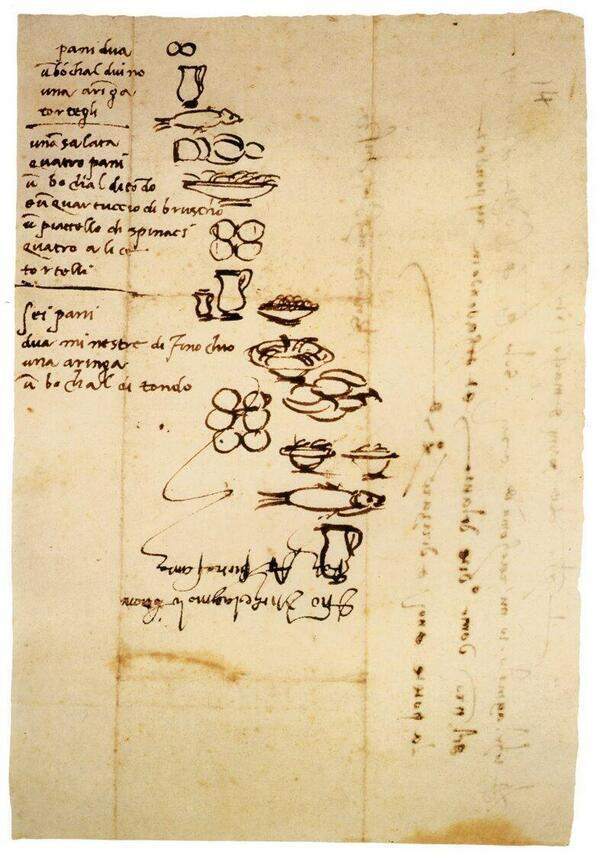
Liste de commissions illustrée par Michel-Ange et datée de 1518, destinée à un serviteur analphabète.

Le concept existe depuis au moins deux millénaires avant notre ère en Mésopotamie. Il existe des exemples survivants de listes de courses romaines et bibliques.
La liste de courses en elle-même peut être simplement un morceau de papier ou quelque chose de plus élaboré. Il existe des blocs avec des aimants pour garder une liste incrémentale disponible à la maison, généralement sur le réfrigérateur, mais n'importe quel clip magnétique avec des bouts de papier peut être utilisé pour obtenir le même résultat. Certains chariots de supermarché sont montés avec un petit porte-bloc pour y insérer des listes de courses.

## Psychologie
L'utilisation de listes de courses peut être corrélée aux types de personnalité. Il existe « des différences démographiques entre les acheteurs ayant une liste et ceux qui ne le sont pas ; les premiers sont plus susceptibles d'être des femmes, tandis que les seconds sont plus susceptibles d'être sans enfant ». Se souvenir d'une liste de courses est aussi une expérience standard en psychologie. 
Faire ses courses avec une liste est une directive comportementale couramment utilisée afin d'aider à la perte de poids, notamment conçue pour réduire les achats alimentaires et donc la consommation alimentaire. Toutefois les études sont partagées sur l'efficacité de cette technique,.
Certaines études montrent qu'entre 40 % et 70 % environ des acheteurs utilisent des listes de courses, seuls 80 % des articles de la liste de courses sont en général achetés et ces articles ne représenteraient que 40 % du total des articles achetés. 
L'utilisation de listes de courses a clairement un impact sur le comportement d'achat en réduisant généralement de façon considérable la dépense moyenne,.

## Listes incrémentales
La liste peut être compilée immédiatement avant le trajet au magasin ou progressivement au fur et à mesure que les besoins surviennent tout au long d'une semaine, par exemple. Ces listes incrémentales n'ont généralement pas de structure et de nouveaux éléments sont ajoutés au bas de la liste en fonction de l'ordre d'apparition des besoins. 
Si la liste est réalisée juste avant utilisation, elle peut être organisée en fonction de la disposition des rayons dans le magasin (par exemple, les aliments surgelés sont regroupés sur la liste) pour minimiser le temps passé dans le magasin. Les listes préimprimées peuvent être organisées de la même manière.

## Listes électroniques
Les ordinateurs personnels permettent aux consommateurs d'imprimer leur propre liste personnalisée afin que les articles soient simplement cochés au lieu d'être écrits ou qu'ils puissent gérer la liste complètement sur l'ordinateur avec un logiciel de liste de courses personnalisé. Des assistants personnels éliminent complètement le besoin d'une liste papier et peuvent être utilisés pour faciliter les achats comparatifs. 
Il existe des logiciels en ligne pour gérer les listes de courses à partir du téléphone portable ainsi que d'Internet. Des sites de commerce électronique fournissent généralement une liste de courses en ligne pour les acheteurs réguliers du site.